# Christos Tsountas

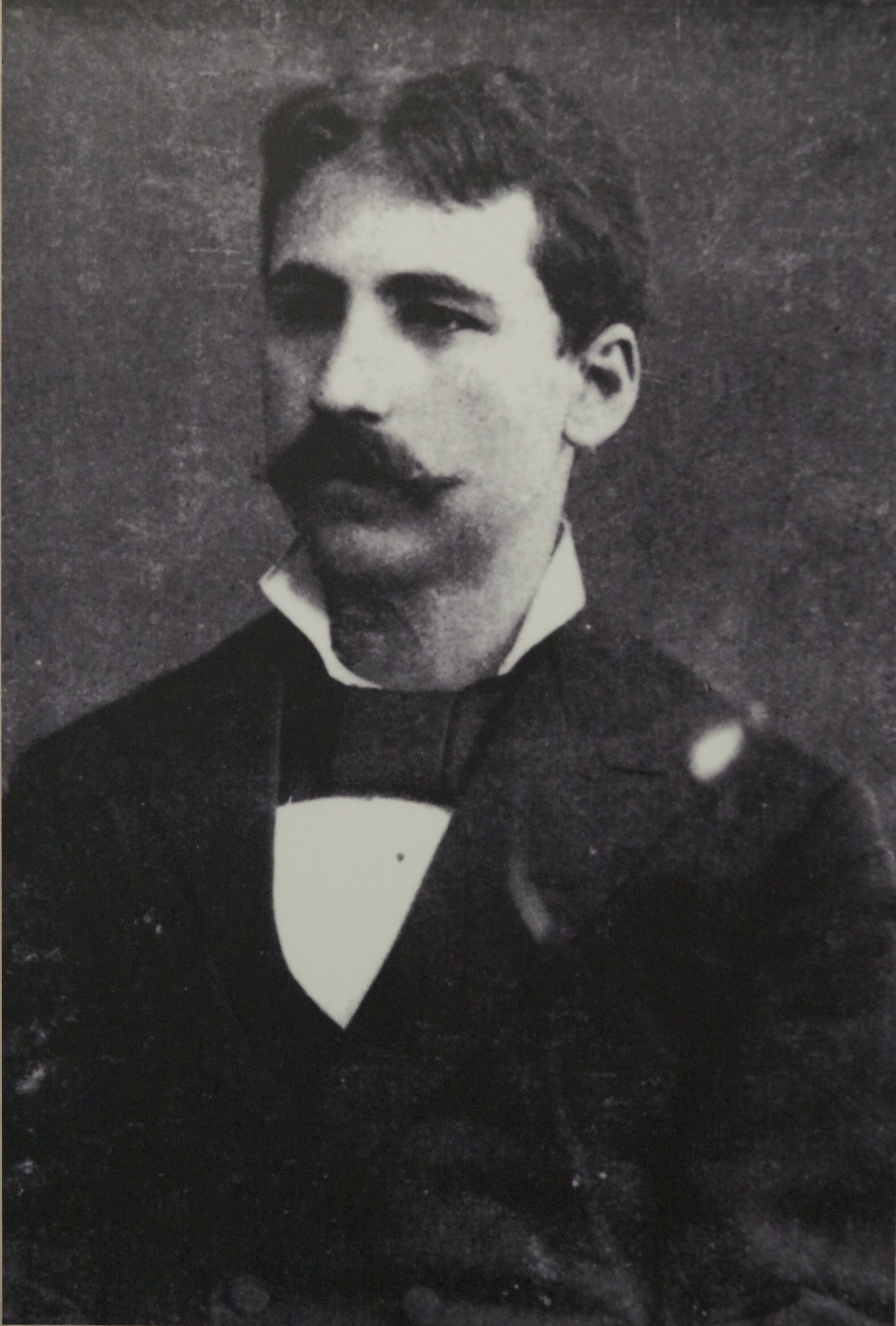
Christos Tsountas

Christos Tsountas (griechisch Χρήστος Τσούντας; * 1857 in Stenimachos, Osmanisches Reich, heute Bulgarien; † 9. Juni 1934 in Athen) war ein griechischer Klassischer Archäologe. Er gilt als Mitbegründer der wissenschaftlichen Erforschung der Vorgeschichte Griechenlands und „Vater der Kykladenforschung“.
Christos Tsountas besuchte die Schule in Athen und begann anschließend an der Technischen Hochschule Hannover mit einem Studium der Ingenieurwissenschaften, wechselte aber schnell zu einem Studium der Klassischen Archäologie und Klassischen Philologie an den Universitäten München und Jena. In Jena wurde er 1880 promoviert. 
1883 wurde Tsountas Ephoros des Griechischen Antikendienstes. In dieser Funktion begann er zunächst „klassische“ Stätten, darunter ab 1884 die Akropolis von Athen und 1884 die Meerenge von Salamis zu untersuchen. Nachdem Heinrich Schliemann 1886 verstorben war, folgte Tsountsas ihm als Leiter der Ausgrabungen in Mykene. Auch mehrere gleichzeitige Ausgrabungen brachten zahlreiche bedeutende Resultate. Die 1880 bis 1891 durchgeführten Untersuchungen in Lakonien brachten neben anderen Funden vor allem den Fund des mykenischen Kuppelgrabs von Vaphio. 1889/90 leitete er die ersten systematischen Grabungen in den kykladischen Siedlungen und Nekropolen von Sifnos, Paros, Syros, Andiparos und Amorgos. Zwischen 1889 und 1903 grub er auch in Sesklo und Dimini, den bedeutenden prähistorischen Siedlungen in Thessalien. Tsountsas grub hier nicht nur, sondern konnte durch die Publikation der Ergebnisse auch erstmals eine bedeutende neolithische Kultur auf griechischem Territorium nachweisen. Weiters versuchte er nach den epochalen Ergebnissen der Grabungen von Schliemann, ihm selbst und anderen Forschern erstmals eine Synthese der Erkenntnisse über die mykenische Kultur. Die entstandene Arbeit war für mehrere Generationen von griechischen Forschern Pflichtlektüre und Standardwerk zugleich. 1904 wechselte Tsountsas vom Antikendienst zur Universität Athen, wo er die archäologische Professur innehatte. Von 1909 bis 1911 war er in Nachfolge von Panagiotis Kavvadias Generalsekretär der Archäologischen Gesellschaft zu Athen, ihm folgte auch wieder Panagiotis Kavvadias nach. 1924 wurde er emeritiert, lehrte danach 1926/27 nochmals an der neu gegründeten Universität Thessaloniki. Er gehörte 1926 zu den konstituierenden Mitgliedern der Akademie von Athen.